# Poria pavonina
Poria pavonina är en svampart som beskrevs av Bres. 1896. Poria pavonina ingår i släktet Poria och familjen Polyporaceae.   Inga underarter finns listade i Catalogue of Life.